# يوشيهيكو سايتو
يوشيهيكو سايتو (باليابانية: 斎藤嘉彦؛ بالكانا: さいとう よしひこ) هو منافس ألعاب قوى ياباني، ولد في 12 فبراير 1972 في توميوكا ‏ في اليابان.

## وصلات خارجية
- يوشيهيكو سايتو على موقع الاتحاد الدولي لألعاب القوى (الإنجليزية)
- يوشيهيكو سايتو على موقع أوليمبيديا (الإنجليزية)